# 大地河 (三门河)
大地河，又称下花河，位于中国广西壮族自治区桂林市龙胜各族自治县西南部三门镇境内，是三门河右岸支流，发源于花坪自然保护区蔚青岭东麓，向北流至三门镇驻地汇入三门河。河长28千米，流域面积107平方千米。